# Scutellaria kiusiana
Scutellaria kiusiana là một loài thực vật có hoa trong họ Hoa môi. Loài này được H.Hara miêu tả khoa học đầu tiên năm 1936.